# 欧洲E21公路
欧洲E21公路（E21）是欧洲的一条国际公路，起点为法国梅斯，终点为瑞士日内瓦，全长约458公里。

## 线路
欧洲E21公路穿过以下主要城市：
- 法国：梅斯 - 南锡 - 第戎 - 马孔
- 瑞士：日内瓦